# High Plains Drifter (singolo)
High Plains Drifter è un singolo del chitarrista statunitense Kirk Hammett, pubblicato il 15 aprile 2022 come unico estratto dall'EP Portals.

## Descrizione
Il brano, interamente strumentale, è nato da un riff di ispirazione flamenco della durata di circa due minuti e mezzo, venendo successivamente sviluppato nel corso del 2020 insieme al compositore e direttore d'orchestra Edwin Outwater; per la versione finale sono stati coinvolti diversi musicisti, tra cui anche il batterista Jon Theodore dei Queens of the Stone Age e i componenti della Los Angeles Philharmonic Orchestra. Ancora prima della sua pubblicazione in Portals, High Plains Drifter (insieme a un altro brano dell'EP, The Incantation) avrebbe dovuto essere eseguito dal vivo nel novembre 2020 insieme alla Vancouver Symphony Orchestra, ma l'evento fu cancellato a causa della pandemia di COVID-19. Riguardo alla genesi del brano, lo stesso Hammett ha dichiarato:
Il titolo, inoltre, è un omaggio al film western Lo straniero senza nome (il cui nome originale è proprio High Plains Drifter), sebbene Hammett abbia spiegato che la musica «non doveva essere specificamente la musica per quel film ma, una volta che è stata scritta, ho subito pensato che trasmettesse lo stesso sentimento del film, quindi il pezzo è stato battezzato di conseguenza».

## Video musicale
Il video, realizzato dallo studio di animazione Awesome + Modest, è stato reso disponibile il 22 aprile 2022 attraverso il canale YouTube del chitarrista e mostra un paesaggio onirico psichedelico in continua evoluzione visto attraverso gli occhi di una persona reduce da un incidente automobilistico.

## Tracce
Musiche di Kirk Hammett e Edwin Outwater.
1. High Plains Drifter – 4:45

## Formazione
Musicisti
- Kirk Hammett – chitarra
- Edwin Outwater – tastiera, primo violino
- Emmanuel Ceysson – arpa
- Ben Lash – violoncello
- Andrew Bain – corno
- Nadia Sirota – viola
- Nathan Cole – violino
- Akiko Turamoto – violino
- Eliza Bagg – vocalizzo
- Jon Theodore – batteria
- Brad Cummings – basso

Produzione
- Kirk Hammett – produzione, missaggio
- Bob Rock – missaggio
- Emily Lazar – mastering
- Chris Allgood – mastering
- Tim Harkins – ingegneria del suono